# Alletiders Nisse
Alletiders Nisse (alternativ titel Pyrus Alletiders Nisse) er en dansk julekalender fra 1995, som er skrevet og instrueret af Martin Miehe-Renard og produceret af Adaptor Frontier Media A/S for TV 2. Julekalenderen blev vist på TV 2 i december 1995, og er siden blevet genudsendt i 2006, 2017 og 2021. Serien består af 24 afsnit á 25 minutters varighed, og medvirkende i serien er Jan Linnebjerg, Paul Hüttel, Christiane Bjørg Nielsen, Jesper Klein, Jeanne Boel og Steen Stig Lommer. Julekalenderen følger nisserne Pyrus, Gyldengrød og Kandis og rigsarkivaren Bertramsen og hans sekretær Josefine på deres rejse igennem skønlitteratur, eventyr, sange, teaterstykker, film etc. for at finde ud af, hvad en nisse er.
Julekalenderen er den anden i Pyrus-serien, hvor den efterfulgte Alletiders Jul (1994) og selv blev efterfulgt af Alletiders Julemand (1997) og Pyrus i Alletiders Eventyr (2000).
Alletiders Nisse er den næstmest sete familiejulekalender nogensinde med 1.344.000 seere i gennemsnit, da serien blev sendt i 1995. Den er kun overgået af sin forløber, Alletiders Jul.

## Handling
Ungnissen Pyrus vender den 1. december hjem til Danmarks Rigsarkiv, hvor han bor sammen med arkivnisse og lærermester, Gyldengrød. På sin juleferie fra Nisseversitet, har han fået en årsopgave, hvor han skal finde ud af, hvad en nisse er. Da Pyrus skal i gang med sin opgave, dukker en ukendt nissepige op, som viser sig at være Pyrus' klassekammerat fra skolen, den kloge og flittige Kandida. Kandida har fået samme årsopgave som Pyrus og de to skal sammen løse opgaven, som skal afleveres den 24. december. Kandida vil straks i gang med opgaven i modsætning til Pyrus, der bare gerne vil nyde julen, men efter lidt overtalelse går de i gang. Pyrus og Gyldengrød får desuden lov til at give Kandida et kælenavn, som bliver Kandis.
I mellemtiden får rigsarkivaren Birger Bertramsen og hans sekretær og datter, Josefine Brahe, en sørgelig nyhed, da Josefine får at vide, at hun er fyret. Hele Rigsarkivet skal med hjælp fra computere omstruktureres og digitaliseres under ledelse af den kedelige og usympatiske Uffe Spage Andersen, som hverken Bertramsen eller Josefine bryder sig om. For at redde arkivet og Josefines job fra at blive nedlagt, beslutter Bertramsen og Josefine sig for at gøre noget, som computere ikke kan: at bevise at nisser eksisterer. Uffe indtager kontoret og installerer et stort glasbur fyldt med computere, og observerer og studerer Bertramsen og Josefines hverdag.
Nisserne og menneskene dykker (ubevidst for menneskene) sammen ned i skønlitteratur, eventyr, sange, film, teaterforestillinger etc. for at finde frem til nissernes opståen, væremåder, betydninger og kulturelle indvirkning i Danmark. De starter ud med historien om Adam og Eva, hvor nisserne angiveligt fik deres oprindelse, og under deres rejse igennem nordisk skønlitteratur, kommer de bl.a. forbi teaterstykket Elverhøj, de islandske sagaer, teaterstykket Nøddebo Præstegård, sangen "En lille nisse rejste", eventyret Nissen hos Spekhøkeren, digtsamlingen Peters Jul, sangen "På loftet sidder nissen" og filmen Far til fire i byen, hvor Lille Per er til julebal i nisseland.
Pyrus, Kandis og Gyldengrød er underlagt den gamle nisselov om at de må leve skjult for menneskene, men undervejs i kalenderen er det flere gange ved at gå galt, hvilket giver anledning til stor forvirring og forundring hos Bertramsen og Uffe, mens Josefine stædigt tror på, at nisser eksisterer. Pyrus og Kandis får med hjælp fra Gyldengrød skrevet deres opgave, og de indser undervejs at de virkelig godt kan lide hinanden og de bliver kærester. Bertramsen nærer stor utilfredshed mod Uffe og hans indtog i arkivet, mens Josefine i løbet af kalenderen opdager at hun og Uffe har følelser for hinanden, og de bliver til sidst forlovet. Da det viser sig at være en svær opgave at få Uffe til at ændre sin mening om at arkivet må nedlægges, må nisserne tage stærkere metoder i brug, og for at redde Kandis fra et aflåst skab, træder Gyldengrød og Pyrus til sidst frem for Bertramsen, Josefine og Uffe. Uffe indvilger herefter i at undlade sin rapport om nedlæggelse af Rigsarkivet. Bertramsen og Josefine er glade, da de nu kan sende deres videnskabelige afhandling om nisser til ministeriet, men nisserne overbeviser dem om at det er bedst for julens og nissernes skyld at nisserne fortsat lever i skjul for omverdenen.

## Medvirkende
- Jan Linnebjerg – Pyrus
- Paul Hüttel – Gyldengrød
- Christiane Bjørg Nielsen – Kandis
- Jeanne Boel – Josefine Brahe
- Jesper Klein – Birger Bertramsen
- Steen Stig Lommer – Uffe Spage Andersen
- Vibeke Hastrup – Josefine fra læsesalen
- Max Hansen Jr. – Frederik 7.
- Bodil Jørgensen – Bibliotekar
- Karen-Lise Mynster – Eva
- Simon Stenspil – Lille Pyrus
- Martin Miehe-Renard - Guds stemme
- Aksel Erhardsen – Bonde
- Jesper Langberg – Elverkonge
- Kurt Bendtsen – Årmand
- Asger Reher – Gårdbo
- Karin Jagd – Sidse
- Henning Sprogøe – Nis
- Troels Walther Mortensen - Nils Holgersen
- Michael Friis – Stormogul
- Dennis Larsen – H.C. Andersen
- Jørn Gottlieb – Skepticon
- Lars Knutzon – Valse - Pyrus' far
- Birthe Neumann – Gerda Jensen
- Christoffer Bro – Nissen Kobold
- Vigga Bro – Nissemor
- Lillian Tillegreen – Hanne Olesen
- Elin Reimer – Bedstemor

## Sange
Sangene til Alletiders Nisse blev skrevet af Martin Miehe-Renard og Jan Rørdam, der også havde skrevet sangene til forgængeren Alletiders Jul, og enkelte sange fra denne kalender optrådte også i Alletiders Nisse, såsom "Cool jul", "Hygge", "Jul i Gamle Dage" og "Kartoteket".
Titelsangen "Der Var Engang" blev sunget af Annika Askman.
Sangene udkom på CD og MC i 1995. I forbindelse med genudsendelsen af julekalenderen i 2006 blev sangene genudgivet på CD i nyt cover.
| #   | Titel                | Fremført af                                                                      | Længde |
| --- | -------------------- | -------------------------------------------------------------------------------- | ------ |
| 1.  | "Der Var Engang"     | Annika Askman                                                                    | 2:07   |
| 2.  | "Risengrøden Er Fin" | Jan Linnebjerg, Paul Hüttel, Christiane Bjørg Nielsen                            | 2:52   |
| 3.  | "Jeg Er Mig"         | Jan Linnebjerg                                                                   | 3:08   |
| 4.  | "Drillerigtighed"    | Jan Linnebjerg, Paul Hüttel, Christiane Bjørg Nielsen                            | 2:03   |
| 5.  | "Glad I Bad"         | Christiane Bjørg Nielsen                                                         | 2:04   |
| 6.  | "Nisser Er Til"      | Jeanne Boel                                                                      | 2:17   |
| 7.  | "Nissehop A Go Go"   | Jan Linnebjerg, Christiane Bjørg Nielsen                                         | 2:26   |
| 8.  | "Vi Glæder Os"       | Jan Linnebjerg, Paul Hüttel, Christiane Bjørg Nielsen, Jeanne Boel, Jesper Klein | 2:29   |
| 9.  | "Kan Du Mon Li' Mig" | Jan Linnebjerg, Christiane Bjørg Nielsen                                         | 3:11   |
| 10. | "Rationalisering"    | Steen Stig Lommer                                                                | 1:55   |
| 11. | "Hjem Kære Hjem"     | Jan Linnebjerg, Paul Hüttel                                                      | 3:59   |
| 12. | "Sig Ikke Mere"      | Jan Linnebjerg, Christiane Bjørg Nielsen, Jeanne Boel, Steen Stig Lommer         | 3:12   |

## Produktion
Alletiders Nisse blev i 1995 optaget i TV1 Productions studier i Taastrup ved København,  som er grundlagt af sangeren Johnny Reimar.

### Det glemte "Afsnit 0"
Da Alletiders Nisse havde premiere i 1995 bestod julekalenderen af 25 afsnit, og begyndte allerede den 30. november, hvor et særligt optaktsafsnit med titlen "Husker Du?" blev sendt. I afsnittet læser Gyldengrød op af et brev fra Pyrus, og det forklares bl.a. hvorfor Guttenborg har skiftet navn til Gyldengrød, hvilket ifølge afsnittet er fordi Guttenborg er blevet adlet til nisse af særlig fornem rang og derfor har fået et nyt navn; "von Gyldengrød". Sandheden om dette navneskift er dog at navnet Guttenborg er et beskyttet familienavn, som familien ikke ønskede blev brugt som navn til en nisse i en julekalender. Det forklares også at Pyrus og Freja ikke længere er kærester, da Freja ikke mener at ånder og nisser kan være sammen. Samtidig, hos menneskene har Bertramsen fundet Josefines hemmelige dagbog, som han ikke kan lade være med at læse i, og da han gør det, begynder minderne at vælte frem hos ham.
Afsnittet er efterfølgende blevet kaldt ‘det glemte Afsnit 0’, fordi det ikke blev vist, da julekalenderen blev genudsendt i 2006 og 2017, og heller ikke har været udgivet på VHS eller DVD. Dette ændrede sig dog i forbindelse med genudsendelsen af julekalenderen i 2021, da afsnittet, for første gang siden 1995, blev vist på TV 2 den 30. november som optakt til kalenderen.

### Udgivelser
Alletiders Nisse blev udgivet på VHS i en redigeret udgave i 1996. I 2007 blev den nye version af julekalenderen med ny intro og 16:9-beskæring udgivet på DVD. Her var alle afsnit i fuld længde. I 2021 udkom Alletiders Nisse på streamning. Denne gang med original intro og outro fra 1995, men med 4.3-formattet strukket ud til 16.9-format. Til gengæld er der ikke beskåret i billedet.
I 1995 udgav manuskriptforfatter og instruktør Miehe-Renard historien fra Alletiders Nisse som bog.
I forbindelse med genudsendelsen af julekalenderen i 2006 udgav Miehe-Renard bogen Pyrus Julebog med fire nye historier om nisserne i Rigsarkivet.
I 2006 blev der lavet et PC-spil baseret på Alletiders Nisse som fulgte med TV 2’s låge-julekalender.